# Puyehue (lac)

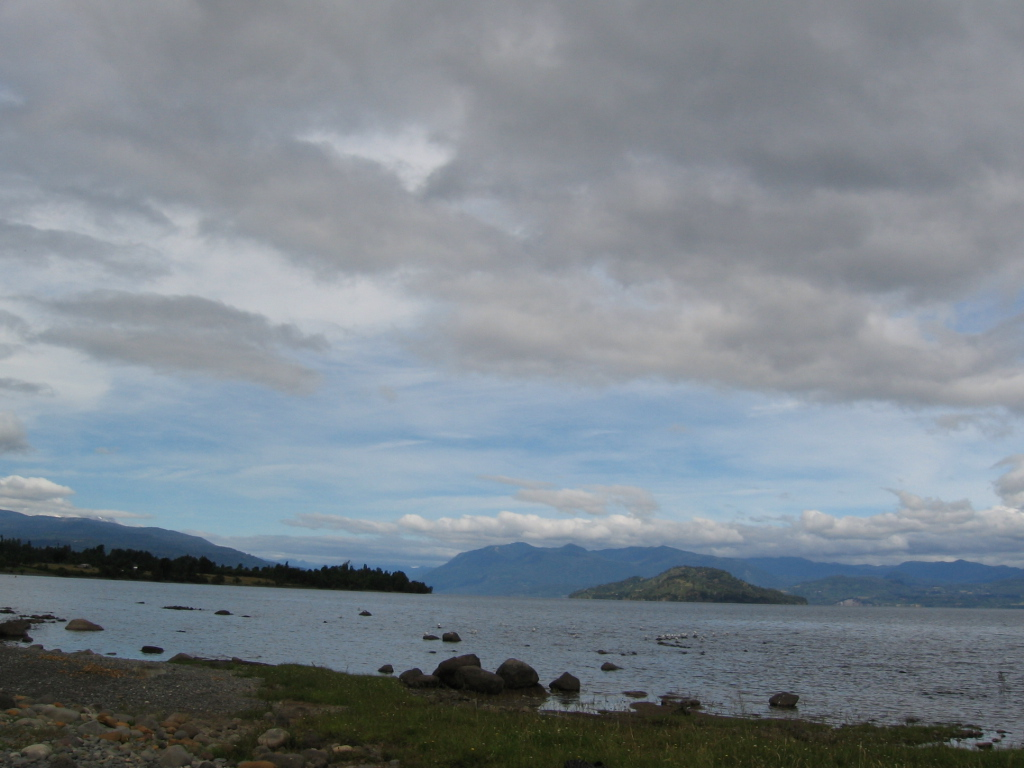
Lacul Puyehue

Lacul Puyehue (Lago Puyehue) este cel mai mare lac din sudul statului Chile. El se află situat în Región de los Lagos (Regiunea lacurilor) între localitățile Entre Lagos și Licán la 20 km vest de vulcanul Puyehue. Lacul are o apă curată cristalină, el se întinde pe o suprafață de 156 km² și are adâncimea maximă de 135 m. Ca origine este un lac glaciar care a luat naștere în ultima perioadă de glaciațiune. Pe malul lacului se află ștranduri excelente ca de pildă cel de la Mantilhue. 
Afluenți
Afluentul principal al lacului este Río Golgol, lacul deversează prin Río Pilmaiquén.
Orașe mai mari din apropiere
Entre Lagos, Licán și Mantilhue

## Istoric
Lago Puyehue a fost descoperit în 1553 de conchistadorul spaniol "Francisco de Villagra" (1511-1563). Orașul Entre Lagos de pe malul lacului a luat naștere abia în 1938, iar "Parcul Național  Puyehue" a fost declarat în 1941.

## Economie
Principalul venit economic al regiunii este asigurat de turism, industria forestieră și pescuit. Lacul este adecvat pentru practicarea sporturilor nautice, iar malurile lui oferă locuri pentru camping. În regiunea lacului se află mai multe hidrocentrale, iar șoseaua Panamericana trece pe lângă lac.